# From silence to somewhere
From silence to somewhere is het vierde studioalbum van de Noorse muziekgroep Wobbler. Het is opgenomen tussen 2011 en 2016 in de eigen geluidsstudio van Lars Fredrik Frøislie en Vilthagen. De band brengt onregelmatig albums uit vanwege andere werkzaamheden van Frøislie. De muziek grijpt grotendeels terug op de progressieve rock uit de jaren zeventig, met name die van Yes en in dit geval ook Blue Öyster Cult. De invloed van die laatste band zorgde ervoor dat de nummers (iets) koter werden. Ook invloeden van de Zweedse bands als Anekdoten en Änglagård zijn hoorbaar. Het album kwam niet uit op het eigen platenlabel Termo Records, maar op Karisma Records, dat volgens Frøislie niet alleen muzikale vernieuwing bracht, maar ook nieuwe distributiekanalen met zich meebracht. Net als de voorgaande albums werd ook dit album op elpee uitgebracht.
Het album werd goed ontvangen binnen de niche van de progressieve rock, al waren er punten van kritiek omtrent de zangerskwaliteiten en het feit dat de muziek weinig vernieuwingsdrang toonde.

## Musici
- Lars Fredrik Frøislie – toetsinstrumenten, achtergrondzang
- Kristian Karl Hultgren – basgitaar, baspedalen, houten blaasinstrumenten
- Martin Nordrum Kneppen – drumstel, houten blaasinstrumenten
- Marius Halleland – gitaar, achtergrondzang
- Andreas Wettergreen Strømman Prestmo – zang, gitaar, glockenspiel, percussie en speelgoed

Met
- Ketil Vestrum Einarsen – dwarsfluit op From silence to somewhere
- Øystein Bech Gadmar – kromhoorn op Foxlight
- Renato Manzi – stem op Fermented hours

## Muziek
| Nr. | Titel                                 | Duur  |
| --- | ------------------------------------- | ----- |
| 1.  | From silence to somewhere (Wobbler)   | 20:59 |
| 2.  | Rendered in shades of green (Wobbler) | 2:05  |
| 3.  | Fermented hours (Wobbler)             | 10:10 |
| 4.  | Foxlight (Wobbler)                    | 13:19 |